# Сиртика
Сиртика (др.-греч. ἡ Συρτική, лат. Syrtica regio) — историческая область в Северной Африке. Располагалась по побережью от залива Малый Сирт (совр. Габес) до залива Большой Сирт (совр. Сидра) не более 400 км вглубь материка.
Сейчас местоположение Сиртики соответствует северо-западу территории современного государства Ливия.
Период употребления топонима для всей области — с древнейших времён по III век н. э., после стала называться Триполитания. Хотя некоторая прибрежная часть сохраняла это название гораздо дольше.
Эта территория состояла из земельных владений трёх основных городов-государств финикийцев Сабрата, Лептис Магна и Эа (Эя).
Примерная площадь — 300 000 км².

## История
- с III тыс. до н. э. — обитали древнеливийские племена.
- 1-я пол. I тыс. до н. э. — начали селиться вдоль побережья финикийские колонисты. Ими основываются города Сабрата, Лабдах (позже Лептис-Магна) и Эа (Эя)[1]. Не исключается возможность, что некоторые поселения возникли в кон. II тыс. до н. э.[2]
- VI век до н. э. — финикийские города-государства обретают независимость от метрополии. Некоторое время восточная часть территории Сиртики принадлежит грекам киренцам.
- сер. V в. — кон. III в. до н. э. — область захвачена Карфагеном. Некоторое время восточная часть принадлежит Птолемеевскому Египту.
- кон. III в. до н. э. — отошла к Нумидии.
- кон. II в. до н. э. — попала под власть римлян, включивших эту область в провинцию Африка проконсульская.
- история региона с I тыс. н. э. см. историческая область Триполитания.

## География
Большую часть территории занимали пески, плодородные земли находились только возле реки Кинниса и города Лептиса. Помимо Киннисы в Сиртике протекала река Тритон и находились три озера: Ливийское, Паллас и Тритонитис. Птолемей упоминает о горах расположенных в Сиртике: гора Гиглий (лат. Giglius), гора Тизибы (лат. Thizibi), гора Зухаббари (лат. Zuchabbari) и гора Васалет (лат. Vasaluetum).

## Население
Основными племенами, населявшими Сиртику, являлись: насамоны, маки, лотофаги, гинданы. К коренным племенам на побережье прибыли египетские и финикийские поселенцы.

## Города
- Сабрата (осн. ок. 500 г. до н. э.)
- Лабдах (позже Лептис-Магна, осн. ок. 1100 года до н. э.[4])
- Эа (Эя) (осн. VII век до н. э.)